# Neoloxotaenia gracilis
Neoloxotaenia gracilis är en tvåvingeart som först beskrevs av de Meijere 1908.  Neoloxotaenia gracilis ingår i släktet Neoloxotaenia och familjen fritflugor. Inga underarter finns listade i Catalogue of Life.